# Jiquiriçá
Jiquiriçá är en kommun i Brasilien.   Den ligger i delstaten Bahia, i den östra delen av landet, 900 km öster om huvudstaden Brasília. Antalet invånare är 14 087.
Omgivningarna runt Jiquiriçá är en mosaik av jordbruksmark och naturlig växtlighet. Runt Jiquiriçá är det ganska tätbefolkat, med 62 invånare per kvadratkilometer.